# San Judas Tadeo Apóstol (título cardenalicio)
San Judas Tadeo Apóstol es un título cardenalicio de la Iglesia Católica. Fue instituido por Francisco en 2020 mediante la bula Purpuratis Patribus.

## Titulares
- Cornelius Sim (28 de noviembre de 2020-29 de mayo de 2021)
- Giorgio Marengo (27 de agosto de 2022)